# Galphimia brasiliensis
Galphimia brasiliensis là một loài thực vật có hoa trong họ Malpighiaceae. Loài này được (L.) A.Juss. mô tả khoa học đầu tiên năm 1829.